# Стоговка (река)
Стоговка (устар. нем. Omet), в среднем течении Железнодорожная, на польской территории Омет (пол. Omet, устар. нем. Omet) — река на территории Польши и России, находится соответственно в Кентшинском повяте Варминьско-Мазурского воеводства и Правдинском районе Калининградской области. В верхнем течении носит название Омет, в среднем Железнодорожная, а у устья — Стоговка. Длина реки — 64 км, площадь водосборного бассейна — 380 км².

## География
Исток реки находится в Польше у населённого пункта Каменек-Вельки, в районе Мазурского поозёрья. На польской территории река называется Омет пол. Omet. На польской части реки расположены населённые пункты Кенштинского повята Сроково, Виличины и Асуны. На польской территории находится примерно половина от общей протяжённости реки.
Переходя на территорию России, в верховьях своего течения носит название Омет до слияния с безымянной рекой, вытекающей из озера Арклицке, принимая название Железнодорожная. На реке расположен посёлок городского типа Железнодорожный и сельского Липняки. Ниже по течению в районе посёлка Костромино в реку Железнодорожную впадает Запрудная, ниже этого места последние 10 км своего течения река носит название Стоговки, на протяжении которых в неё впадают река Колбасная и канава Сосновка.
Река Стоговка — правобережный приток реки Лавы, её устье расположено у посёлка Дружба, в 25 километрах от устья Лавы. Общая протяжённость системы рек Стоговки, Железнодорожной и Омет 64 километра.

## Притоки
- по правому берегу р. Стоговка впадает канава Угловая
- В 10 км от устья, по левому берегу р. Стоговка впадает река Гнилая (в низовье Запрудная)
- В 7 км от устья, по левому берегу р. Стоговка впадает река Колбасная.
- В 2 км от устья, по правому берегу р. Стоговка впадает река Мазурка.
- по левому берегу р. Стоговка впадает канава Сосновка

## Данные водного реестра
По данным государственного водного реестра России относится к Балтийскому бассейновому округу, водохозяйственный участок реки — Преголя. Относится к речному бассейну реки Неман и рекам бассейна Балтийского моря (российская часть в Калининградской области).
Код объекта в государственном водном реестре — 01010000212104300010367.